# Starý most přes řeku Bunu
Starý most přes řeku Bunu (albánsky Ura e Vjetër e Bunës) překonává řeku Bunu (Bojanu) v albánském městě Skadar). Most sloužil pro dopravu mezi městem Skadar směrem do Černé Hory přes pohraniční obec Muriqan. 
Historický úzký most přes řeku byl postaven v roce 1889 tureckou správou. O jeho výstavbu se zasloužili Qazim Pasha, tehdejší regionální guvernér a starosta města Bektashi Kazazim. Most navrhl turecký inženýr Ali Bey. Dlouhý je 180 m. Nevznikl zcela nový most; byla vybudována ale v té době moderní stavba na místě dřevěného mostu. Most vznikl podle návrhu francouzského inženýra. Umožňoval otevření jednoho z polí tak, aby byl možný průjezd lodí a případné zabránění vstupu na most ze směru nedaleké Černé Hory. Jeho ocelová konstrukce je položena na celkem sedmi pilířích rozmístěných v nepravidelných rozestupech na dnu řeky. 
Most byl poničen během válek, nejprve při průniku Rakousko-uherské armády v první světové a poté při stahování vojska německého v druhé světové válce, v roce 1944.
Most je evidován jako kulturní památka. V současné době je mimo provoz (resp. slouží pouze pro pěší), od roku 2011 byl nahrazen moderním mostem umístěným o 680 m dále po proudu. Následně bylo rozhodnuto o rekonstrukci mostu a zákazu vjezdu automobilů a především nákladních vozidel. Most byl po nějakou dobu uzavřen, byl však vystaven zlodějům kovů.
V roce 2017 byla dokončena jeho přestavba na most pro pěší s obnoveným nátěrem stavby a dřevěnou mostovkou. Na obnově spolupracovala také albánská armáda.